# Canal 13 (Чили)
«Canal 13» – бесплатный чилийский телеканал, принадлежащий холдингу «Luksic Group TV Medios» и управляемый «Secuoya Chile». Вторая старейшая телевизионная станция Чили.
Канал начал свое вещание 21 августа 1959 года на частоте 2 VHF Сантьяго, в передаче, которую возглавляла группа инженеров из Папского католического университета Чили. Позже частота была изменена на Канал 13, что дало начало его нынешнему названию. Вначале одной из важнейших вех была трансляция чемпионата мира по футболу 1962 года, проходившего в Чили, которую вёл Патрисио Баньядос. В настоящее время Канал 13 связан с Национальной телевизионной ассоциацией, Иберо-американской телекоммуникационной организацией, а также является ассоциированным членом Европейского вещательного союза.
До 2010 года принадлежал Папскому католическому университету Чили через холдинговую компанию «Empresas UC». 6 августа 2010 года бизнесмен Андронико Лукшич Крейг подписал с университетом договор о приобретении 67% его собственности и управлении каналом с 1 ноября 2010 года. 6 ноября 2017 года, после глубокого финансового кризиса, университет объявил о продаже оставшихся 33% тому же бизнес-консорциуму. Год спустя, администрация решила полностью передать управление каналом на аутсорсинг по 5-летнему соглашению с местной дочерней компанией испанской коммуникационной группы «Secuoya» в рамках операции, которая включала ее физические объекты, технические, вещательные и постпроизводственные активы и инфраструктуру.
Студии канала расположены в телецентре Элеодоро Родригеса Матте, в котором с 1983 года размещаются производственные и вещательные предприятия канала. Центр расположен по адресу Инес Матте Уррехола 0848, Провиденсия, столичная область Сантьяго. С 1998 года это место носит имя покойного исполнительного директора станции Элеодоро Родригеса Матте, который был одним из директоров, проработавших дольше всех на своей должности: с 1968 по 1970 год, а затем с 1974 по 1998 год. В настоящее время исполнительным директором Канала 13 является Максимилиано Лукшич Ледерер, назначенный в июне 2019 года.

## Программы

### Новости
- «Teletrece»

### Утреннее шоу
- «Bienvenidos»

### Игровое шоу
- «Atrapa los millones»

### Разнообразие
- «Mundos opuestos»
- «The Voice Chile»
- «Masterchef Chile»
- «Vértigo»

### Журналистские расследования
- «Contacto»

### Документальный
- «Sábado/Domingo de Reportajes»

### Детские
- «Cubox»

### Мультсериалы
- «Футурама» (англ. Futurama)
- «Симпсоны» (англ. The Simpsons)

### Серии
- «C.S.I.: Место преступления Нью-Йорк» (англ. CSI: New York)
- «C.S.I.: Место преступления» (англ. CSI: Crime Scene Investigation)
- «Великолепный век» (тур. Muhteşem Yüzyıl)
- «Запретная любовь» (тур. Aşk-ı Memnu)

### Теленовеллы
- «Мачеха» (исп. La madrastra) — 1981
- «Куклы» (исп. Los títeres) — 1984
- «Жестокий ангел» (исп. Ángel malo) — 1986
- «А говорил ли я тебе?» (исп. ¿Te conté?) — 1990
- «Шампанское» (исп. Champaña) — 1994
- «El amor está de moda» — 1995
- «Вне контроля» (исп. Fuera de control) — 2003
- «Мачо» (исп. Machos) — 2005
- «Плохие девчонки» (исп. Brujas) — 2007
- «Папочка Рикки» (исп. Papi Ricky) — 2009
- «Мятежное сердце» (исп. Corazón rebelde) — 2010
- «Первая леди» (исп. Primera dama) — 2010
- «Снова свободна» (исп. Soltera otra vez) — 2012—2014
- «Лас Вегас» (исп. Las Vega's) — 2013
- «Моя мама первокурсница» (исп. Mamá mechona) — 2014
- «Клон» (порт. O Clone) — 2015
- «Империя» (порт. Império) — 2015
- «A Única Mulher» — 2015

## Другие услуги
«Канал 13» контролирует 3 родственных канала, 4 радиостанции через «Радио 13» (см. Раздел ниже) и 2 бесплатные онлайн-сервисы потоковой передачи.

### Родственные каналы
- 13C: ранее назывался "Канал 13 Кабелей". Его программирование ориентировано на сериалы на культурную тематику.
- Canal 13 HD: первый HD-канал в стране и один из первых в своем роде в Латинской Америке. Канал был запущен в 2009 году и в настоящее время является основным каналом «Канала 13», транслируя большую часть своего контента в высоком разрешении.
- Rec TV: Кабельная сеть «Канала 13» , транслирующая старые программы. Доступно через кабельное телевидение и онлайн.
- T13 Móvil: Собственная сеть мобильной радиосвязи Teletrece доступна в режиме онлайн. Он также доступен на «Канала 13.2».

### Региональные сети
На «Канале 13» также есть региональные станции, транслирующие местные новости. Однако с годами они были закрыты, поскольку основной сигнал начал поступать в эти конкретные регионы.
- Canal 13 Valparaíso: Дочерняя телекомпания «Канала 13» в регионе Вальпараисо. Закрыт в 2019 году.
- Canal 13 Concepción: Дочерняя телекомпания «Канала 13» в регионе Био-Био. Первоначально он работал с 1973 по 1996 год, но был повторно запущен в 2004 году до закрытия в 2019 году.
- Canal 13 Antofagasta: Дочерняя телекомпания «Канала 13» в регионе Антофагаста. Работал с 2004 по 2009 год.
- Canal 13 Temuco: Дочерняя телекомпания «Канала 13» в регионе Араукания. Закрыт в 2009 году.

### Онлайн-сервисы
- 13Now: Служба потокового ТВ-вещания «Канала 13», содержащая различный контент, включая предыдущие программы, созданные этой станцией. Он доступен в Интернете и на телевизорах Samsung Smart TV, продаваемых на местном уровне с 2016 года. Он был запущен в 2017 году как «Loop 13», но в 2019 году переименован и получил нынешнее название.
- Emisor Podcasting: Служба подкастинга «Канала 13» с каталогом различных подкастов, созданных ведущими «Радио 13». Он доступен онлайн с 2019 года и имеет мобильное приложение как для iOS, так и для Android.

## «Радио 13»
У «Канала 13» также есть радио бренд, известный как «Радио 13», основанный в 2013 году. У него есть следующие 4 станции: 
- Oasis FM: радиостанция, приобретенная «Каналом 13», доступна только в Сантьяго и южной половине страны[8]. По данному транслируются программы, предназначенные для молодежи. Он доступен для всего Чили через кабельное телевидение на канале VTR's Channel 654.
- Play FM:[9] радиостанция, транслирующая популярную поп-музыку на английском языке. Она также транслирует испаноязычную музыку, но не так часто. Вещает в диапазоне 100.9 FM в Сантьяго. Его программирование основано на стилях поп, рок, соул, блюз и R&B.
- Sonar FM: местная радиостанция, вещающая рок и хард-рок. Доступно только в Сантьяго. Его программирование основано на стиле рок-музыки.
- Tele13 Radio: местная новостная радиостанция, входящая в отдел новостей канала. Его название происходит от выпуска новостей «Канала 13» Teletrece (который часто сокращенно называют Tele13). Начал работу 21 апреля 2015 года, заменив Top FM.

### Предыдущие станции
- Radio Horizonte: бывшая радиостанция с циферблатом 103,3 FM, созданная в 1985 году и приобретенная «Каналом 13» в 2012 году. Ее программы основывались на песнях инди и электроники. 19 марта 2013 года его заменили на Top FM (ныне Tele13 Radio), но оно все еще работало в сети до мая 2017 года.
- Top FM: бывшая радиостанция «Канала 13», программы которой были созданы для молодых и пожилых людей в возрасте от 17 до 45 лет. Он заменил Radio Horizonte на 103,3 FM-циферблате, но прекратил регулярное вещание 20 апреля 2015 года, а на следующий день был заменен на Tele13 Radio. Как и Horizonte, Top FM был доступен онлайн до мая 2017 года.